# 雪列
雪列（藏語：ཨི་ཤོ་ལེགས，威利转写：I shi legs，?—?）又译作伊雪勒，《吐蕃王朝世系明鉴正法源流史》作衣雀利、伊泬蕾。按照藏族的传统他是吐蕃王朝第15任赞普。他是吐蕃王朝早期所谓中列六王之六，敦煌文书记载他是中列六王之二。